# Salatiga
Salatiga ist eine autonome, indonesische Stadt auf der Insel Java mit knapp 200.000 Einwohnern (Stand 2021). Sie liegt im Zentrum der der Provinz Zentraljava, keine zehn Kilometer von den Vulkanen Merbabu und Telomoyo entfernt.

## Geographie
Die Stadt (Kota) erstreckt sich zwischen 110°27′57″ und	110°32′ ö.L. sowie zwischen 5″7°17′	ö. L. und 7°17′23″ s. Br. Sie ist komplett vom Regierungsbezirk (Kabupaten) Semarang umgeben. Flächenmäßig ist sie zweitgrößte Stadt unter den sechs Munizipien der Provinz, in der Einwohnerzahl liegt sie an vorletzter Stelle vor der Kota Magelang.
Das Klima ist ganzjährig etwas kühler, da sich die Stadt auf über 500 Meter Höhe befindet.

## Verwaltungsgliederung
Die verwaltungstechnisch einer Provinz gleichgestellte Stadt wird administrativ in drei Kecamatan unterteilt. Eine weitere Unterteilung erfolgt in 23 Kelurahan (Dörfer urbanen Charakters) mit 207 Rukun Warga (RW, Weiler) und 1.126 Rukun Tetangga (RT, Nachbarschaften) 
| Code 1   | Kecamatan Distrikt | Ibu Kota Verwaltungssitz | Fläche (km²) | Einwohner Census 2010 2 | Volkszählung 2020 | Volkszählung 2020 | Volkszählung 2020 | Anzahl der Kelurahan 6 |
| Code 1   | Kecamatan Distrikt | Ibu Kota Verwaltungssitz | Fläche (km²) | Einwohner Census 2010 2 | Einwohner 3       | 0Dichte 40        | Sex Ratio 5       | Anzahl der Kelurahan 6 |
| -------- | ------------------ | ------------------------ | ------------ | ----------------------- | ----------------- | ----------------- | ----------------- | ---------------------- |
| 33.73.01 | Sidorejo           | Sidorejo Lor             | 16,24        | 51.604                  | 52.819            | 3.251,0           | 96,89             | 6                      |
| 33.73.02 | Tingkir            | Sidorejo Kidul           | 10,55        | 39.871                  | 45.971            | 4.357,4           | 97,39             | 7                      |
| 33.73.03 | Argomulyo          | Randuacir                | 18,53        | 40.101                  | 49.295            | 2.660,9           | 99,77             | 6                      |
| 33.73.04 | Sidomukti          | Mangunsari               | 11,46        | 38.756                  | 44.237            | 3.860,5           | 96,56             | 4                      |
| 33.73    | Kota Salatiga      | Sidomukti                | 56,78        | 170.332                 | 192.322           | 3.387,1           | 97,66             | 23                     |

## Demographie
Zur Volkszählung im September 2020 lebten in Kota Semerang 192.322 Menschen, davon 97.297 Frauen (50,59 %) und 95.025 Männer. Gegenüber dem letzten Census (2010) stieg der Frauenanteil um 1,58 Prozent. 70,52 % (135.628) gehörten 2020 zur erwerbsfähigen Bevölkerung; 21,75 % waren Kinder (bis 14 Jahre) und 7,73 % im Rentenalter (ab 65 Jahren).
Ende 2021 bekannten sich 79,46 Prozent der Einwohner zum Islam, Christen waren mit 20,13 % (30.502 ev.-luth. / 9.038 röm.-kath.) vertreten, 0,35 % waren Buddhisten und  0,04 % Hindus. Zum gleichen Zeitpunkt waren von der Gesamtbevölkerung 43,74 % ledig; 48,00 % verheiratet; 2,41 % geschieden und 5,85 % verwitwet.

### Bevölkerungsentwicklung
| Datum          | Fläche (km²) | Einwohner  | Einwohner  | Einwohner  | Bevölke- rungsdichte (Einw. je km²) | Sex Ratio (Männer pro 100 Frauen) |
| Datum          | Fläche (km²) | 00Männer00 | 00Frauen00 | 00gesamt00 | Bevölke- rungsdichte (Einw. je km²) | Sex Ratio (Männer pro 100 Frauen) |
| -------------- | ------------ | ---------- | ---------- | ---------- | ----------------------------------- | --------------------------------- |
| 0031.12.202000 | 57,00        | 96.989     | 98.629     | 195.618    | 3.432,00                            | 50,42                             |
| 30.06.2021     | 57,36        | 96.662     | 96.348     | 193.010    | 3.364,89                            | 49,92                             |
| 31.12.2021     | 54,98        | 97.382     | 99.058     | 196.440    | 3.572,94                            | 50,43                             |
| 30.06.2022     | 54,98        | 97.606     | 99.221     | 196.827    | 3.579,97                            | 98,37                             |

| SP/SUPAS      | 1971       | 1980       | 1990       | 1995       | 2000       | 2005       | 2010       | 2015       | 2020       |
| ------------- | ---------- | ---------- | ---------- | ---------- | ---------- | ---------- | ---------- | ---------- | ---------- |
| Kota Salatiga | 69.831     | 85.849     | 98.072     | 101.892    | 155.244    | 165.394    | 170.332    | 183.631    | 192.322    |
| Anteil %      | 0,32 %     | 0,34 %     | 0,34 %     | 0,33 %     | 0,52 %     | 0,51 %     | 0,47 %     | 0,54 %     | 0,52 %     |
| Provinsi      | 21.877.081 | 25.372.889 | 28.521.692 | 31.223.258 | 29.653.266 | 32.382.657 | 36.516.035 | 33.753.023 | 36.742.501 |

- Bevölkerungsentwicklung der Kota Salatiga von 1971 bis 2020
- Ergebnisse der Volkszählungen Nr. 3 bis 8 – Sensus Penduduk (SP)
- Ergebnisse von drei intercensalen Bevölkerungsübersichten (1995, 2005, 2015) – Survei Penduduk Antar Sensus (SUPAS)[7]

## Geschichte
Inschriften, die auf einer Stele gefunden wurden besagen, dass Salatiga seit dem 24. Juli 750 existiert.
Seit 1849 hatte die niederländische Plantagenbesitzerin Elise Yohana Le Jolle in Salatiga das Evangelium verkündigt. Sie bat die niederländische Missionsgemeinde Ermelo und die Neukirchener Mission um Mitarbeiter für diese Mission. 1888 gründeten beide Missionsgesellschaften den gemeinsamen Bund der Missionare der Salatiga Mission. 1891 gab es dort 606 getaufte Christen. 1902 wurde in Salatiga eine Poliklinik eingerichtet, ab 1906 wurden Schulen gebaut und Lehrerseminare gegründet. 1949 ging ein Teil der ehemaligen Salatiga-Gemeinden in der Christlichen Kirche Nord-Mittel-Java (GKJTU) auf. Noch 2018 unterstützt die Neukirchener Mission diese Kirche und deren Schulen mit Mitarbeitenden und Finanzen.
Am 1. Juli 1917 erhielt Salatiga als Teil der Kolonie Niederländisch-Indien den Status einer Gemeinde (staad gemeente) und dann im Jahr 1929 das Stadtrecht (Stadsgemeente Salatiga).

## Bildung
In Salatiga befindet sich die private Christliche Universität Satya Wacana (Universitas Kristen Satya Wacana UKSW) mit etwa 14.000 Studenten.

## Persönlichkeiten
- Matori Abdul Djalil (1942–2007), Politiker